# Pieter Dirk Stuurman

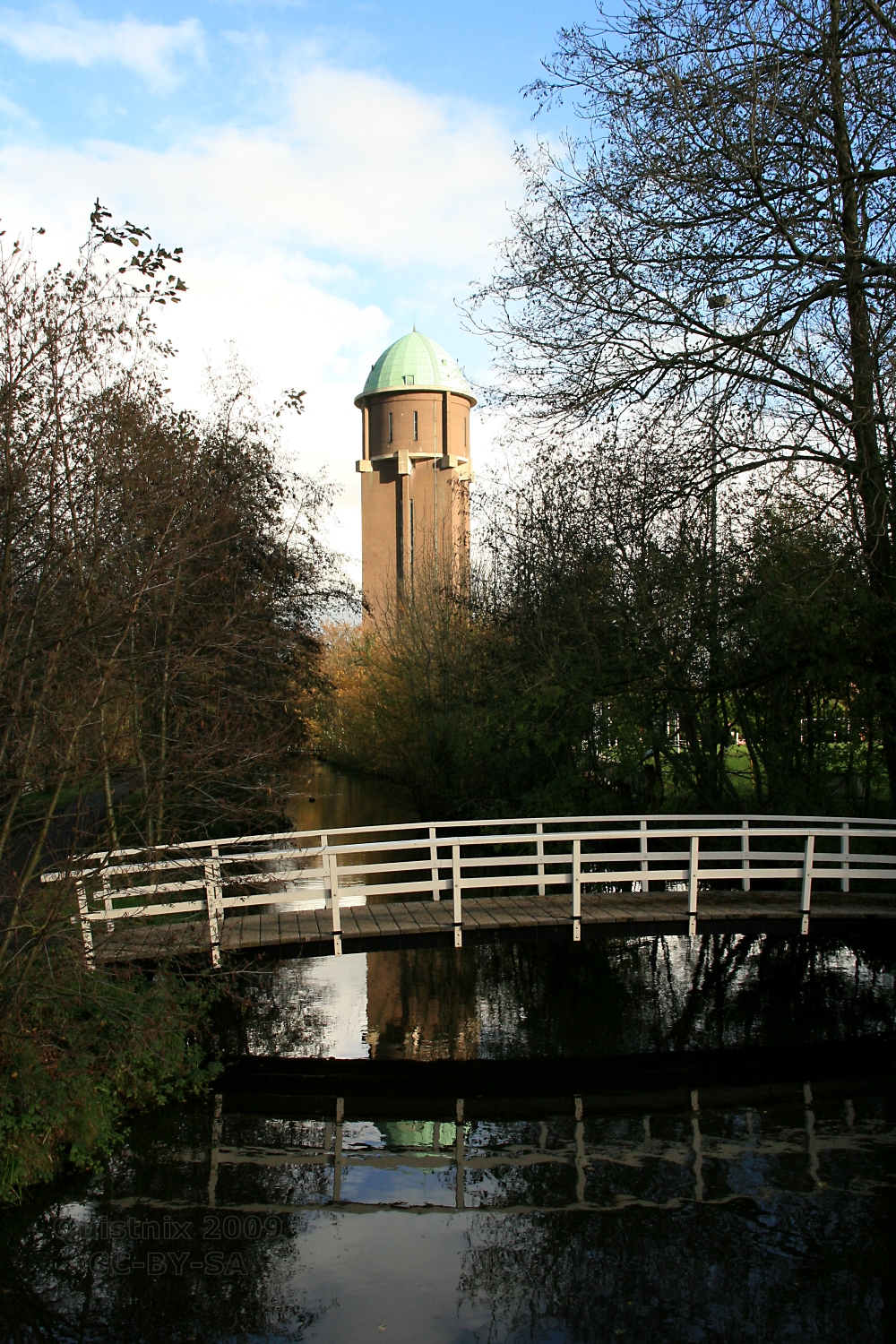
De door Stuurman ontworpen watertoren van Bergambacht

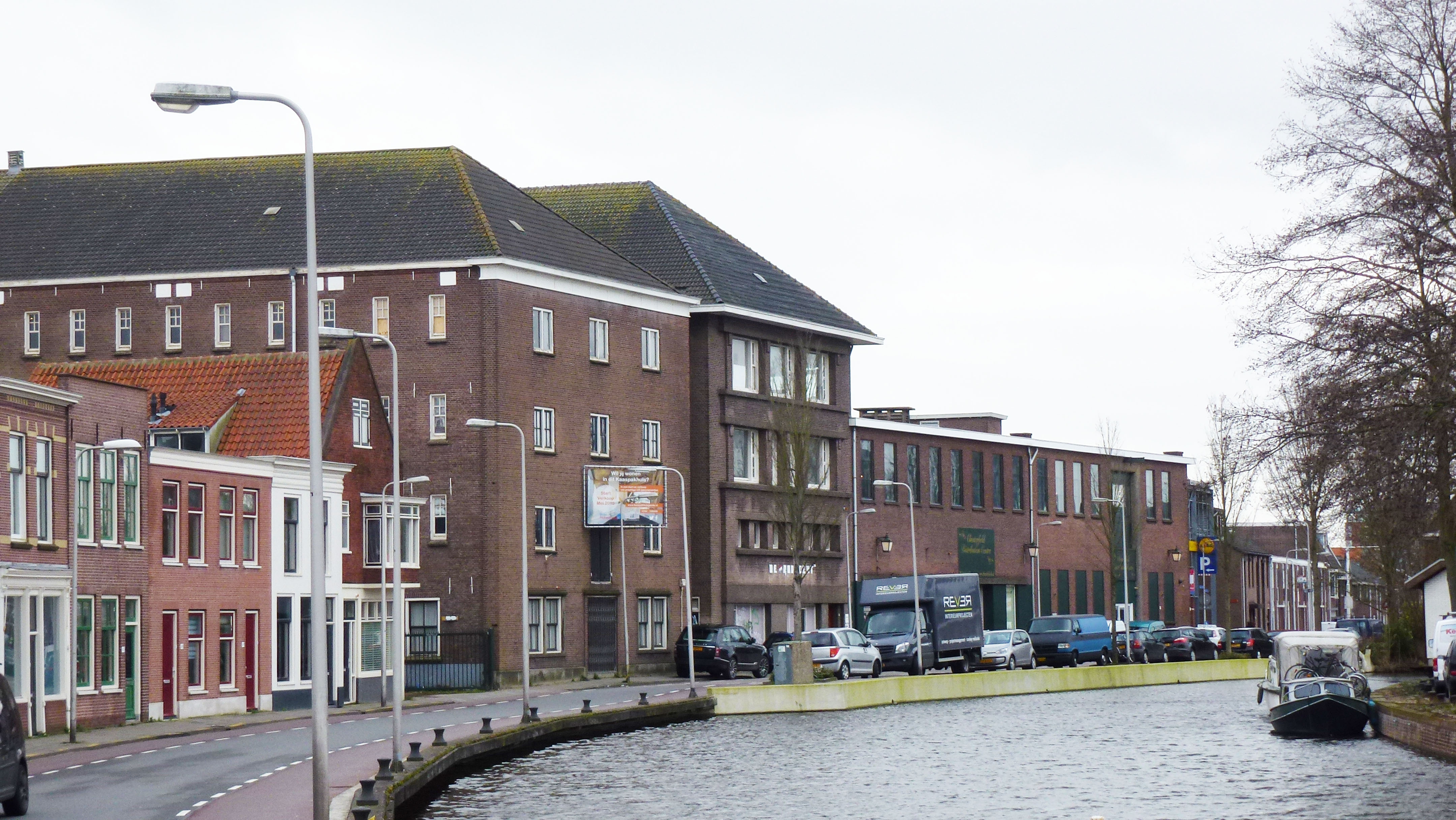
De Producent in Gouda

Pieter Dirk Stuurman (Ammerstol, 14 januari 1885 - Waddinxveen, 20 juni 1965) was een Nederlandse architect.

## Leven en werk
Stuurman werd in 1885 in Ammerstol geboren als zoon van Adrianus Johannes Stuurman en van Leentje de Jong. Hij vestigde zich als architect in Waddinxveen. Hij ontwierp diverse markante gebouwen in Waddinxveen en omgeving, waarvan er enkele zijn erkend als rijksmonument. Stuurman vervulde ook gedurende enige jaren de functie van gemeente-opzichter van Waddinxveen, met als taak het uitoefenen van het bouw- en woningtoezicht, daarnaast was hij lid van de gezondheidscommissie voor enkele gemeenten in de streek rond Waddinxveen en Bodegraven.
In Waddinxveen was hij de oprichter van het bouwkundig ingenieursbureau P.D. Stuurman en van de naamloze vennootschap het Bouwbedrijf P.D. Stuurman. Van beide bedrijven was hij tot zijn overlijden directeur.
Stuurman trouwde op 21 mei 1909 te Stolwijk met Petronella Christina Marck. Na haar overlijden hertrouwde hij op 21 december 1916 te Bergambacht met Adriana van den Berg. Hij overleed in juni 1965 op 80-jarige leeftijd te Waddinxveen.

## Voorbeelden van het werk van Stuurman (rijksmonumenten)
- de watertorens van Bergambacht (1937) en van Moordrecht (1924)
- de bedrijfsgebouwen van "De Producent" aan de Wachtelstraat in Gouda (1919/1929)
- het kantoorgebouw en de watertoren van de voormalige tabaksfabriek Louis Dobbelman in Waddinxveen (1940)

Daarnaast ontwierp hij  onder andere een maalderij in Oudewater, meubelfabrieken, een veilingcomplex, een boerenleenbank en de gereformeerde kerk in Waddinxveen en de Westerschool en de land- en tuinbouwschool in Gouda.